# مینی ریپرتن
مینی ریپرتن (انگلیسی: Minnie Riperton; ۸ نوامبر ۱۹۴۷ – ۱۲ ژوئیهٔ ۱۹۷۹) خواننده اهل ایالات متحده آمریکا بود. وی بین سال‌های ۱۹۶۲ تا ۱۹۷۹ میلادی فعالیت می‌کرد. ریپرتن با ترانهٔ Lovin' You که در آن از بازهٔ صدایی چهاراکتاوی استفاده کرده‌است مشهور شد. در او در ۳۱ سالگی بر اثر سرطان پستان درگذشت. فرزند او مایا رودولف، بازیگر است.